# Trichoscelia nassonovi
Trichoscelia nassonovi is een insect uit de familie van de Mantispidae, die tot de orde netvleugeligen (Neuroptera) behoort. 
Trichoscelia nassonovi is voor het eerst wetenschappelijk beschreven door Navás in 1912.